# Савцевичи
Са́вцевичи (бел. Саўцавічы) — деревня в Барановичском районе Брестской области Беларуси. Входит в состав Молчадского сельсовета. Население — 45 человек (2019).

## География
Деревня находится у границы с Дятловским районом Гродненской области, в 39 км по автодорогам к северо-западу от Барановичей и в 3 км по автодорогам к западу от центра сельсовета, деревни Молчадь. В 600 метрах к югу от деревни берёт начало ручей Каменка, левый приток реки Молчадь.

## История
Обозначена на карте Шуберта первой половины XIX века как деревня Совцевичи с 26 дворами, рядом находилась небольшая деревня Ивановичи.
В 1905 году — деревни Савцевичи (436 жителей) и Ивановичи (196 жителей) Люшневской волости Слонимского уезда Гродненской губернии. В деревне Савцевичи имелось народное училище.
С 1921 года в составе межвоенной Польши, в гмине Молчадь Слонимского, с 1926 года Барановичского повета Новогрудского воеводства. По переписи 1921 года в деревне Савцевичи проживало 89 человек (46 мужчин, 43 женщины) в 13 жилых зданиях, все белорусы (по вероисповеданию православные). В деревне Иванковичи I жило 168 человек (81 мужчина, 87 женщин) в 26 жилых зданиях, из них 166 белорусов и 2 поляка (по вероисповеданию — 167 православных и 1 римский католик).
С 1939 года в составе БССР. С 15 января 1940 года в Городищенском районе Барановичской, с 8 января 1954 года Брестской областей, с 25 декабря 1962 года в Барановичском районе.
С 1940 года деревня Савцевичи входит в состав Молчадского сельсовета. С конца июня 1941 по июль 1944 года была оккупирована немецко-фашистскими захватчиками. На фронтах войны погибло 22 сельчанина.
В 1972 году деревня Иванковичи вошла в состав деревни Савцевичи.

## Инфраструктура
Есть кладбище, до недавнего времени действовал магазин. Здания молочно-товарной фермы, зернохранилища и зерносклада к югу от деревни продаются.

## Население
По состоянию на 1 января 2023 года в деревне проживало 46 человек в 24 хозяйствах, в том числе 6 моложе трудоспособного возраста, 29 — в трудоспособном возрасте и 11 — старше трудоспособного возраста.
| Численность населения (по переписям) | Численность населения (по переписям) | Численность населения (по переписям) | Численность населения (по переписям) | Численность населения (по переписям) | Численность населения (по переписям) | Численность населения (по переписям) | Численность населения (по переписям) |
| 1905                                 | 1921                                 | 1939                                 | 1959                                 | 1970                                 | 1999                                 | 2009                                 | 2019                                 |
| ------------------------------------ | ------------------------------------ | ------------------------------------ | ------------------------------------ | ------------------------------------ | ------------------------------------ | ------------------------------------ | ------------------------------------ |
| 436                                  | ↘89                                  | ↗271                                 | ↘256                                 | ↘190                                 | ↘103                                 | ↘75                                  | ↘45                                  |